# Kurt Reichmann

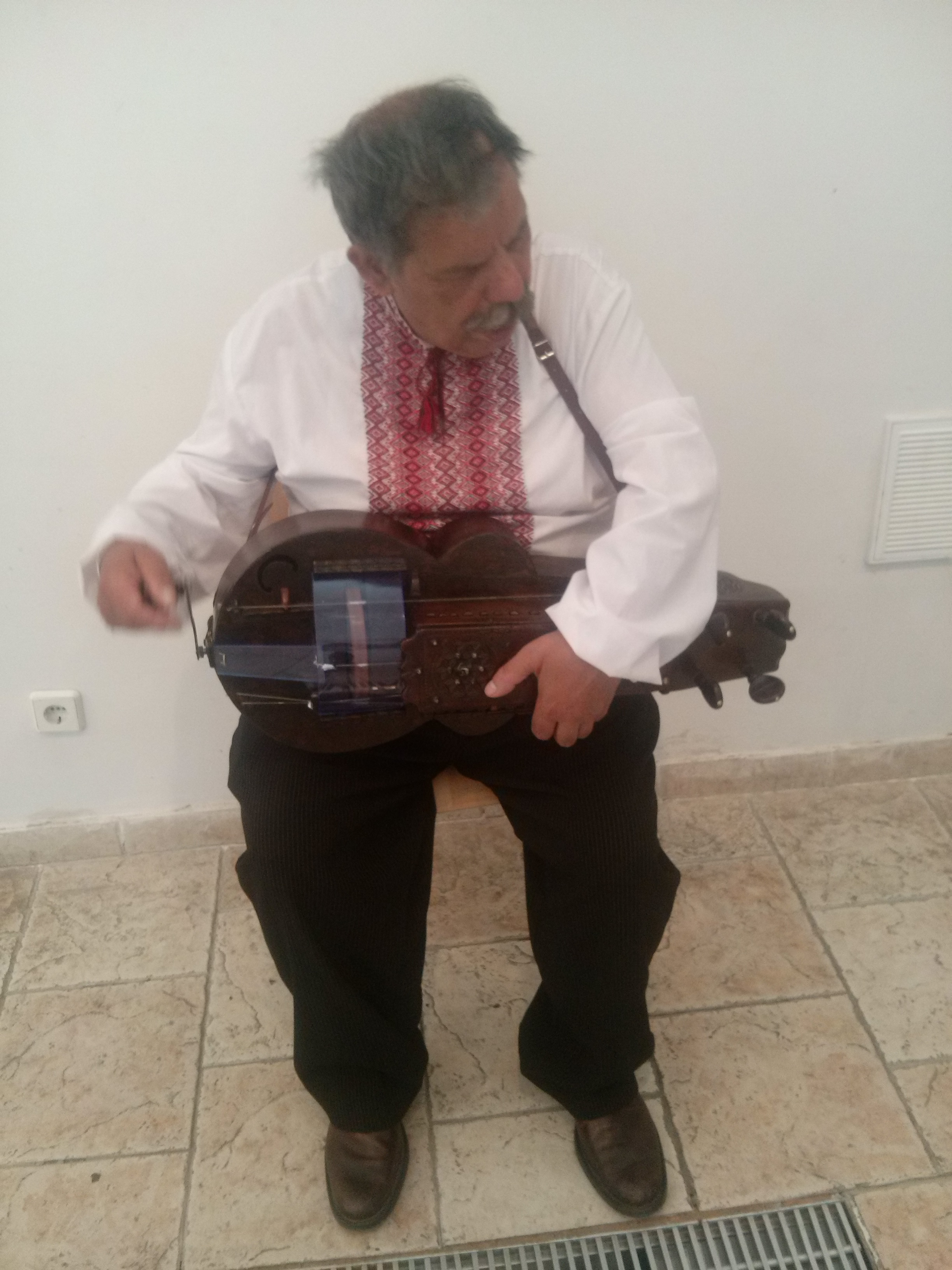
Der blinde ukrainische Sänger Lajosch Molnar spielt eine deutsche Leier aus dem 17. Jahrhundert, die von dem deutschen Drehleierbauer und -restaurator Kurt Reichmann restauriert wurde

Kurt Reichmann (* 1940 in Ehringshausen; † 13. April 2025) war ein Drehleierbauer und -restaurator. Er lebte und arbeitete in Frankfurt am Main.
Durch seine Forschung und Arbeit war Kurt Reichmann maßgeblich für die Renaissance der Drehleier weltweit verantwortlich. 1978 erhielt er für seine Bemühungen um die Wiederbelebung der Drehleier das Bundesverdienstkreuz. 1986 war Reichmann mit seinem Sohn Jens und seiner Tochter Silke Reichmann an den Aufnahmen für die Filmmusik zu Der Name der Rose beteiligt. Reichmann war Initiator des jährlichen Drehleierfestivals in Lißberg (1973–2009), das anfänglich noch in Dreieich bei Frankfurt stattfand. Es bot Drehleierspielern, aber auch anderen Instrumentalisten aus dem Umfeld von Renaissancemusik und Folk eine Auftrittsplattform (häufig zur Begleitung von Tänzen), Drehleier-Kurse, die Möglichkeit zum Erfahrungsaustausch und Kontakt zu Instrumentenbauern. Für das Ende des Festivals nannte Reichmann „...die nur schwer zu organisierende Bewirtung..., die uns im letzten Jahr auf Grund von sich häufenden Absagen der Cateringunternehmen mehrere Monate der vergeblichen Suche bescherten.“ Außerdem habe er „trotz Teilnahmegebühren in den letzten Jahren immer wieder drauflegen“ müssen. Ähnliche Veranstaltungen in den Niederlanden, der Schweiz, Italien, Schweden und Frankreich finden noch immer statt.
Reichmann bereiste auf der Suche nach authentischen Drehleiherbauern und -spielern die Ukraine, Weißrussland und Russland. So suchte er 2012 in den ukrainischen Karpaten die Volksgruppe der Huzulen auf, um mehr über ihre traditionellen Musikinstrumente zu erfahren. Bei seinen Reisen ging es oft darum, Begegnungen zwischen Musikern zu ermöglichen und den internationalen musikalischen Austausch anzuregen. So brachte er 2004 den ukrainischen Komponisten, Sänger und Instrumentalisten Eduard Drach mit seiner Kiever Kopsaren Gilde zum Festival nach Lißberg.
Ebenfalls in Lißberg befindet sich das 1990 gegründete Musikinstrumentenmuseum, das ihm im Jahr 2011 seine private Instrumentensammlung abgekauft hat und diese ausstellt.

## Werk
- Als Herausgeber: Die Drehleier – Grundlagen für Spiel und Wartung, mit einer Lern-CD.

## Belege
1. ↑  Beleg Todesdatum
2. ↑  Früher Vogel: Kurt Reichmann (Memento vom 31. März 2007 im Internet Archive) (Autorenvorstellung).
3. ↑  Ein Leben für die Drehleier - Kurt Reichmann - Zu Besuch im Lißberger Musikinstrumentenmuseum (Memento vom 13. Februar 2006 im Internet Archive) im Folker! 2/2000.
4. ↑  FAZ vom 13. Oktober 2010, Seite 49

| Personendaten    | Personendaten            |
| ---------------- | ------------------------ |
| NAME             | Reichmann, Kurt          |
| KURZBESCHREIBUNG | deutscher Drehleierbauer |
| GEBURTSDATUM     | 1940                     |
| GEBURTSORT       | Ehringshausen            |
| STERBEDATUM      | 13. April 2025           |